# Krasneńkie (Mołdawia)
Krasneńkie (rum. Crasnencoe, ros. Красненькое) – wieś o spornej przynależności państwowej (de iure Mołdawia, de facto Naddniestrze), w rejonie Rybnica.
W czasach Rzeczypospolitej wieś leżała w województwie bracławskim. Odpadła od Polski w wyniku II rozbioru.